# Elfrida, engleska kraljica
Elfrida (o. 945. – o. 1000.) bila je supruga kralja Edgara I. Miroljubivog te tako kraljica.

## Biografija
Elfridino se ime piše i kao Alfrida ili Elfdrid. 
Elfrida je bila kći Ordgara i sestra Ordwulfa
978. Elfridine su sluge ubile njezina posinka Edvarda. Kad je došlo vrijeme, njezin je sin zavladao kao kralj. Njezin je unuk Ethelstan Etheling molio za njezinu dušu.
Posliju su Elfridu prikazivali kao zlu ženu, premda je bila vrlo religiozna. Brinula se za svoje unuke te je bila ključna figura u politici.

## Brak
Prvo se udala za Aedelwalda. Bila je vrlo lijepa. Kralj Edgar ju je poželio za sebe te je ubio njezina muža u lovu. Edgar ju je oženio 964. ili 965. 966.

## Djeca
- Edmund ( 966-. 970) (sin)
- Ethelred II. (sin)

## U kulturi
Jessie Royce Landis glumila je Elfridu u filmu The Ceremony of Innocence.